# Rhopalophora angustata
Rhopalophora angustata es una especie de escarabajo longicornio del género Rhopalophora, categorizada en la tribu Rhopalophorini, de la subfamilia Cerambycinae. Fue descrita por Schaeffer en 1905 y publicada en Some additional new genera and species of Coleoptera found within the limit of the United States. The Brooklyn Institute of Arts and Sciences. Science Bulletin 1 (7): 141–179.
Mide 6-8,5 mm de longitud. Se distribuye por Estados Unidos y México.